# Argyractis euryxantha
Argyractis euryxantha là một loài bướm đêm trong họ Crambidae.